# Bernardo Scerpella
Bernardo José Scerpella Luna-Victoria (Lima, 7 de abril de 1994) es un actor, director, docente y guionista peruano. Alcanzó a la popularidad por interpretar al papel antagónico de Javier Rengifo en la telenovela Tu nombre y el mío y por protagonizar en obras de teatro nacionales.

## Biografía
Nació el 7 de abril de 1994 en Lima, bajo el nombre completo de Bernardo José Scerpella Luna-Victoria.[cita requerida]
Proveniente de una familia de clase media alta, estudió la facultad de psicología en la Universidad de Lima, abandonando la carrera más tarde, cuando recibe la propuesta del director Marcelo Rodríguez para actuar en el Festival de Teatro de Río de Janeiro, en la que él aceptó. Scerpella mostró su interés por la actuación durante su adolescencia, participando en las obras teatrales de su colegio.
Comenzó su carrera artística en 2013, haciendo su debut actoral con la obra teatral La lógica de Dios, bajo la dirección de Rodríguez. Se formó como actor profesional en los talleres del Centro Cultural de la Pontificia Universidad Católica del Perú de la mano del actor Pietro Sibille, y posteriormente, por recomendación de éste primero, se uniría a los talleres del productor Roberto Ángeles.
Scerpella se incluye en el año 2017 dentro del reparto principal de la obra teatral Esperando a Godot, siendo estrenada en el Teatro de Lucía. Más tarde, se suma al elenco central de Mucho ruído por nada ese año.
Años más tarde, en 2018 asume su primer protagónico en la otra producción teatral Sinfonía inacabada, que tras el éxito de la ficción, obtendría el galardón como «Mejor actor de comedia/musical» por parte de los Premios El Oficio Crítico a finales de año. 
A partir de 2018, inicia su etapa de colaboraciones con la Asociación Cultural Esperanta, llegando a participar en el montaje Despegue. Seguidamente, fue protagonista del cortometraje Estoy bien, bajo el papel de Miguel, que a su vez, escribió el guion y produjo.
Al año siguiente, participó en el cine peruano crepartoste de los reparto principales de las películas En busca de Javier (2016) e Intercambiadas (2019), en esta última, interpretando el rol de David. Además fue protagonista de la microobra Noche de paz, basado en la vida de un soldado de guerra, contando con Diana Cueva Rodríguez en la dirección general.
A partir de 2019, inicia su etapa en la televisión peruana, participando en los repartos centrales de las telenovelas Junta de vecinos (2021-2022) como Kevin Domínguez, La rosa de Guadalupe Perú (2020) en el personaje de Luis Javier y En la piel de Alicia (2019) en el rol de Silvestre López. Fue parte del elenco principal del drama 7 años con Roberto Moll en 2023.
En el año 2023, fue protagonista de la subobra 10 maneras de terminar con tu pareja y no morir en el intento del proyecto teatral Amor al cubo, junto a Airam Galliani. En ese año, se suma al reparto principal de la adaptación de Barioná: El hijo del trueno.
En el año 2024, se incluye el reparto central del montaje Carambola al lado de los primeros actores Cecilia Tosso, Ricardo Combi y el actor Tito Vega. Seguidamente, fue protagonista de la obra cómica Coco y Emma al lado de Vanessa Escudero y Sebastián Stimman, interpretando al personaje central Coco.
En ese mismo año, alcanzó a la fama por asumir el antagónico principal de la telenovela Tu nombre y el mío como el personaje de Javier Rengifo, el rival de Deyvis Orosco, inspirado en el cantante Tommy Portugal. Fue coprotagonista de la comedia La poción de la verdad ese año, interpretando a Manuel y compartió escena con Andrea Luna, Jesús Neyra y Pedro Olórtegui.

## Filmografía

### Teatro
- La lógica de Dios (2013), protagonista.
- Esperando a Godot (2017), reparto principal.
- Mucho ruído por nada (2017), reparto central.
- Sinfonía inacabada (2018), protagonista.
- Ermitaño (2018), reparto central.
- Despegue (2018), reparto central.
- Noche de paz (2018), protagonista.
- 7 años (2023), reparto principal.
- Barioná: El hijo del trueno (2023), reparto principal.
- Amor al cubo (2023), protagonista de 10 maneras de terminar con tu pareja y no morir en el intento.
- Coco y Emma (2023-2024), protagonista.
- La poción de la verdad (2024), reparto central.

### Cine
- En busca de Javier (2016), reparto principal.
- Estoy bien (2018), Miguel (protagonista, también guionista y productor).
- Una primera cita (2019), Chico de la cita online (reparto central).
- Intercambiadas (2019), David (reparto principal).

### Televisión
- En la piel de Alicia (América Televisión; 2019), Silvestre López Bueno (reparto recurrente).
- La rosa de Guadalupe Perú (América Televisión; 2020), Luis Javier (reparto central).
- Junta de vecinos (América Televisión; 2021-2022), Kevin Domínguez Chumacero (reparto principal).
- Tu nombre y el mío (América Televisión; 2024), Javier Rengifo (antagonista principal).
- La rosa de Guadalupe Perú (América Televisión; 2025), Andrés (reparto central).

### Serie web
- Brujas (Vix; 2025), Alfonso Madero Clemente / Pinocho (reparto principal).

## Premios y nominaciones
| Año  | Premios                   | Categoría                        | Trabajo            | Resultado | Ref.             |
| ---- | ------------------------- | -------------------------------- | ------------------ | --------- | ---------------- |
| 2018 | Premios El Oficio Crítico | «Mejor actor de comedia/musical» | Sinfonía inacabada | Ganador   | [cita requerida] |